# Tapuit
De tapuit (Oenanthe oenanthe) is een zangvogel uit de onderfamilie Saxicolinae en de familie Muscicapidae (vliegenvangers).

## Kenmerken
Deze vogels hebben een opvallende staarttekening die uit een zwart T-patroon en witte basis bestaat. Deze kenmerken vallen vooral in de vlucht op. Volwassen mannetjes hebben een grijze of grijsbruine rug en een witte of lichte wenkbrauwstreep. Mannetjes in broedkleed hebben een asgrijs gekleurde kruin, rug en mantel en hebben op de kop een zwart masker met een witte wenkbrauwstreep. Ze hebben korte en dunne, zwarte snavels, zwarte vleugels, zwarte poten en een geelbeige borst. Vrouwtjes hebben grijsbruine bovendelen en beige onderdelen. De vleugels en oorstreek zijn donkerder en de wenkbrauwstreep is beige. Onvolwassen vogels en mannetjes lijken in het najaar sterk op vrouwtjes. De lichaamslengte bedraagt 14,5 tot 15,5 cm, het gewicht 17 tot 30 gram en de spanwijdte 26 tot 32 cm.
- Diverse kleden van de tapuit

## Leefwijze
De tapuit is een insecteneter die op de grond foerageert, bijvoorbeeld op kort grasland. Het voedsel bestaat uit kevers, rupsen, spinnen en sprinkhanen. Als het gras te hoog staat kan de tapuit door zijn ranke bouw niet goed uit de voeten om insecten te vangen.

## Voortplanting
Een legsel bestaat meestal uit 5 tot 6 lichtblauwe eieren, die in 14 dagen worden uitgebroed. Slechts 80% van de eieren komt uit en gemiddeld worden slechts 3,3 jongen per jaar grootgebracht. Een oorzaak wordt gezocht in gifstoffen die tapuiten via het voedsel opnemen.

## Verspreiding en leefgebied
Tapuiten zijn trekvogels die in Afrika op de savannen overwinteren en vroeg in de lente terugkomen. De tapuit legt van alle zangvogels de grootste afstand af tijdens de jaarlijkse trek. 's Zomers (ongeveer van maart tot oktober) zijn ze in heel Europa aanwezig. In Zuid-Europa verblijven de vogels meestal hoog in de bergen. De in Noord-Amerika broedende ondersoort, de Groenlandse tapuit (zie hieronder), overwintert ook in Afrika en is een doortrekker in Nederland.
Tapuiten houden van open terrein zonder struiken en bomen. Ze zijn te vinden op weiden en akkers met stenen muren, hoogveen- en duingebieden, stuifzanden, rotsachtig terrein, eilanden, kusten, berghellingen en morenen. Ze nestelen in rotsspleten, stenen muren, steenhopen, konijnenholen, etc.

## Ondersoorten
Na afsplitsing van de Seebohms tapuit (Oenanthe seebohmi) als aparte soort telt de tapuit nog drie ondersoorten:
- O. o. oenanthe (Tapuit): van noordelijk en centraal Europa via noordelijk Azië tot oostelijk Siberië en noordwestelijk Noord-Amerika.
- O. o. leucorhoa (Groenlandse Tapuit): noordoostelijk Canada, Groenland en IJsland.
- O. o. libanotica: van zuidelijk Europa via het Midden-Oosten en zuidwestelijk Azië tot Mongolië en noordwestelijk China.

## Voorkomen in Nederland en Vlaanderen
In Nederland is de tapuit een schaarse broedvogel in de duinen en zandverstuivingen. De soort broedde vooral op de Waddeneilanden en in mindere mate in de duinen van Noord-Holland en Zuid-Holland. Reeds in de jaren 1960 waren er aanwijzingen dat de vogel achteruit ging. In de jaren 1990 werd de tapuit schaars in de duinen op het vasteland. In het binnenland komt de tapuit nog regelmatig voor op droge heidevelden en zandverstuivingen op de Veluwe, in Drenthe en Zuidoost-Friesland. Vooral in Zuidoost-Friesland (Aekingerzand bij Appelscha) houdt de tapuit min of meer stand. In Limburg en Noord-Brabant is de tapuit een zeldzame broedvogel.
Gemiddeld gaat de tapuit echter hard achteruit. Door het intensieve gebruik van de grond in Nederland voor onder andere bebouwing, landbouw, bosaanplant, etc. is de hoeveelheid oppervlakte die geschikt is als broedgebied voor de tapuit enorm afgenomen. Door atmosferische stikstofdepositie zijn er steeds minder schrale open, zandige plekken die onmisbaar zijn voor de tapuit. Er wordt geprobeerd om woeste gronden te behouden en de duingebieden in stand te houden. Ook de afname van het aantal konijnen en dus oude konijnenholen waar de tapuit graag in broedt, vormen een probleem. Daarnaast kan predatie door vossen en verstoring door recreatie lokaal een negatieve invloed hebben. Op basis van recent onderzoek is door Vogelbescherming Nederland, SOVON, Stichting Bargerveen en VBNE een beschermingsplan voor de tapuit uitgewerkt. In de resterende kerngebieden worden maatregelen genomen om de dynamiek in het landschap te herstellen en het juiste begrazingsbeheer toe te passen. Op geschikte locaties waar konijnenholen ontbreken worden nestkasten ingegraven als kunstmatige broedplaatsen voor de tapuit. Waar nodig wordt als laatste redmiddel nestbescherming toegepast.
SOVON schat dat de achteruitgang tussen 1990 en 2007 meer dan 5% per jaar bedraagt, er broeden in 2007 nog ongeveer 700 paar in Nederland. Vanaf 2007 lijkt het weer iets beter te gaan met de tapuit. In 2020 werd het aantal broedparen geschat op 360-440. De tapuit staat sinds 2004 als bedreigd op de Nederlandse rode lijst. In Vlaanderen is de tapuit als broedvogel vrijwel verdwenen. In de periode 2013-2018 zijn er slechts 2-5 broedparen vastgesteld. Rond 1960 waren dat nog ruim 500 paar. De soort staat op de Vlaamse rode lijst als ernstig bedreigd.
Als doortrekker is de vogel veel minder zeldzaam. In april/mei en in september zijn overal in Nederland tapuiten op doortrek waar te nemen.
| Rond 1900              | Begin jaren zeventig | Rond 1990       | In de periode 1998 - 2000 | In 2012         | In 2020       |
| ---------------------- | -------------------- | --------------- | ------------------------- | --------------- | ------------- |
| enkele duizenden paren | 2000-3000 paren      | 1500-1900 paren | 600 - 800 paren           | 260 - 290 paren | 360-440 paren |

## Afbeeldingen

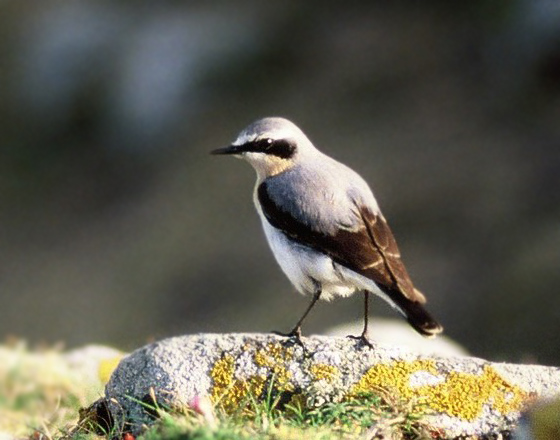
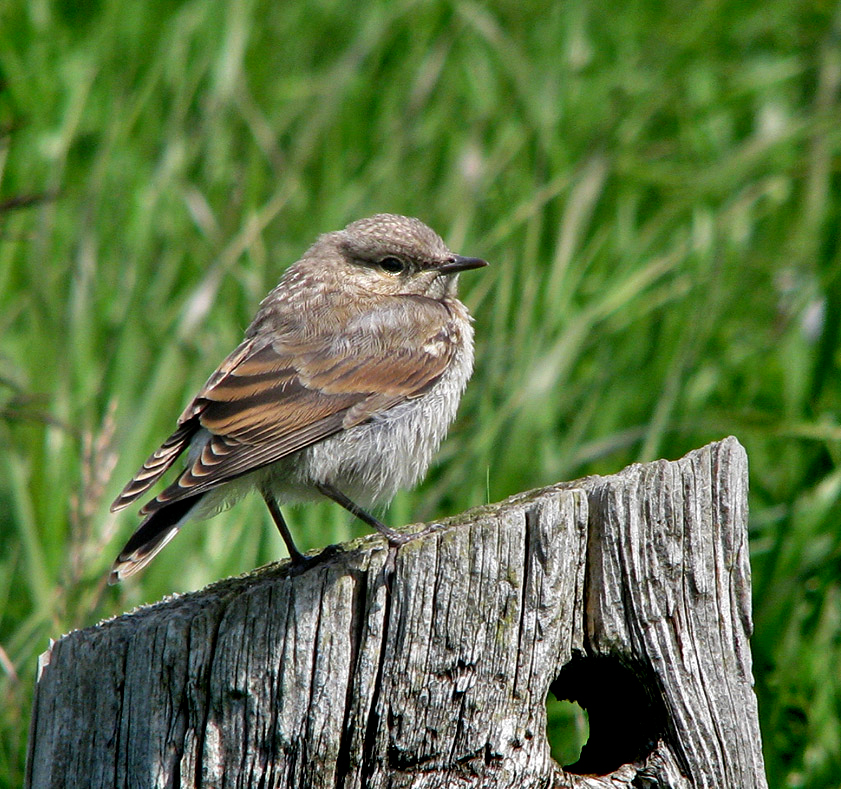
Onvolwassen tapuit